# 新帕特雷战役
新帕特雷战役是发生于围攻新帕特雷的拜占庭帝国军队和色萨利统治者约翰一世·杜卡斯之间的一场战役。这场战役中拜占庭军队被一支规模更小但却更有纪律的军队击溃。

## 背景
1259年，米海尔八世·巴列奥略治下的尼西亚帝国，在佩拉戈尼亚战役中对阵由伊庇魯斯專制國、西西里王國、亚该亚侯国组成的欧洲盟军并取得巨大胜利。这场战役获胜很大程度上是由伊庇鲁斯的米海尔二世的私生子约翰一世叛逃导致的。此次胜利使得巴列奥略能够整合在欧洲的领土，而伊庇鲁斯和拉丁国家的削弱也使其能在1261年发起收复君士坦丁堡的行动，重建拜占庭帝国并称帝。因为约翰一世很快又返回同其父亲结盟，且当地人民仍旧忠于米海尔二世，尼西亚军队未能征服伊庇鲁斯。1259年，尼西亚军队被逐出了该地，次年又被击败并逐出了色萨利。
1266年或1268年，伊庇鲁斯的米海尔二世去世，其遗产被他的儿子们继承：长子尼基弗鲁斯继承了伊庇鲁斯的剩余区域；而迎娶了色萨利当地弗拉赫人统治者女儿的约翰获取了色萨利，并定都新帕特雷。兄弟二人都被重建后想要收复他们领地的拜占庭持敌对态度，并和希腊南部的拉丁国家保持着密切的关系。尽管如此，米海尔八世还是尝试王室联姻来使二人依附于他，他将侄女安娜·坎纳库泽娜嫁给尼基弗鲁斯，并让侄子安德罗尼科斯·塔尔汉尼奥提斯（Andronikos Tarchaneiotes）迎娶了约翰一世的女儿，还为约翰授予了“至尊者”的头衔。但是米海尔的目标未能实现，这二人，尤其是约翰仍对他不利。1274年东西教会合并引发不满后，二人甚至为许多米海尔宗教政策的异见者或批评者提供庇护。
不过，通过谈判促成东西教会合并后，米海尔避免了拉丁国家联合起来对他发难，并能自如地调动来打击他的敌人。很快，他就对掌控阿尔巴尼亚的西西里人，以及色萨利的约翰发起攻击。

## 战役
对色萨利的战争日期并不确定，近来的学者更倾向于1272/1273年或1274/1275年，米海尔召集了一支以雇佣兵为主的大军，当时的来源称有30,000人，但这无疑是夸大了，格奥尔基·帕基莫利斯称有40,000人，其中包括海军。这些军队由他的弟弟，“专制公”约翰·巴列奥略，以及将领阿莱克修斯·卡巴拉里欧斯率领。这支军队在“首席马夫”阿莱克修斯·杜卡斯·菲兰特罗佩努斯指挥的海军协助下，被派去攻打色萨利，海军的任务是攻打拉丁诸公国，避免他们增援约翰。
约翰被帝国军队的快速进军所震惊，其首都新帕特雷只有很少兵力驻守。但他用绳索吊下城墙，装扮成新婚人士，设法穿过了拜占庭防线。三天后，他到达了忒拜城，并获得了来自雅典公爵让一世·德拉罗什的援助。
两位统治者缔结了联盟协定，协议中让·德拉罗什的弟弟兼继承人纪尧姆将和约翰·杜卡斯的女儿海伦娜（Helena）结婚，并获得格拉维亚、西迪罗卡斯特龙、加尔迪基和齐图尼翁等要塞充当嫁妆。作为回报，德拉罗什家族将为杜卡斯提供300或500名骑兵（不同来源中有所不同），带着这些骑兵，约翰迅速返回了新帕特雷。此时的拜占庭军队已经被大幅削弱，有几支小队被派去占领其他堡垒或劫掠地区，并且考虑到有军中有许多族群的人服役，拜占庭军队笨重不堪且缺乏凝聚力。根据威尼斯史家馬里諾·薩努杜的说法，当约翰·杜卡斯和让一世登上高处看到庞大的拜占庭营地时，后者用希腊语说了一句出自希羅多德的话：“这里有许多人，但男人很少。”拜占庭的军队面对小股但纪律严明的拉丁军队突袭时也确实惊慌失措，当库曼人的部队从另一边突然杀出时，他们完全溃散。尽管约翰·巴列奥略尝试重新集结军队，但部队还是四散而逃。

## 后续
得知胜利的消息后，拉丁人变得大胆起来，他们组建起一支舰队来袭击拜占庭海军，并在迪米特里阿斯（今沃洛斯附近）爆发战役。起初拉丁人进展顺利，给拜占庭舰队造成不小伤亡。但在快要取胜的时候，约翰·巴列奥略率领增援抵达战场，扭转了局势。尽管取得了胜利，但其“专制公”的头衔仍因新帕特雷的战败而被褫夺，他也卸下职务并于同年晚些时候去世。

### 脚注
1. ↑  Geanakoplos 1959，第62–72頁; Fine 1994，第162–163頁.
2. ↑  Geanakoplos 1959，第73–74頁.
3. ↑  Fine 1994，第163–164頁.
4. ↑  Nicol 1993，第58頁; ODB，"John I Doukas" (A. M. Talbot), pp. 1044–1045; Fine 1994，第169頁.
5. ↑  ODB，"John I Doukas" (A. M. Talbot), pp. 1044–1045; Nicol 1993，第58–59頁; Setton 1976，第423頁.
6. ↑  Nicol 1993，第59頁.
7. ↑  Geanakoplos 1959，第277–279頁; Fine 1994，第186–188頁.
8. ↑  Setton 1976，第423頁.
9. ↑  Failler 1981，第189–192頁.
10. ↑  ODB，"John I Doukas" (A. M. Talbot), pp. 1044–1045.
11. ↑  Geanakoplos 1959，第279, 282頁.
12. ↑  Fine 1994，第188頁.
13. ↑  Longnon 1969，第257頁.
14. ↑  Nicol 1993，第59頁; Geanakoplos 1959，第282頁; Fine 1994，第188頁; Bartusis 1997，第60–61, 264頁.
15. ↑  Setton 1976，第423頁; Geanakoplos 1959，第283頁.
16. ↑  Fine 1994，第188頁.
17. ↑  Fine 1994，第188頁; Geanakoplos 1959，第283頁.
18. ↑  Setton 1976，第423頁; Fine 1994，第188頁; Geanakoplos 1959，第283頁.
19. ↑  Nicol 1993，第59頁; Geanakoplos 1959，第283–284頁; Fine 1994，第190頁; Bartusis 1997，第61頁.